# Gò Milan Rastislav Štefánik
Gò Milan Rastislav Štefánik (tiếng Slovakia: Mohyla Milana Rastislava Štefánika) nằm trên đồi Bradlo ở Myjava Uplands, tọa lạc ở độ cao 543 mét so với mực nước biển, trên con đường giữa thị trấn Brezová pod Bradlom và Košariskami. Gò thuộc địa phận thị trấn Brezová pod Bradlom, Slovakia.
Gò Milan Rastislav Štefánik được khánh thành vào ngày 23 tháng 9 năm 1928. Vào ngày 31 tháng 1 năm 1968, công trình này được ghi danh vào Danh sách Di tích Trung ương theo quyết định của Bộ Văn hóa Cộng hòa Slovakia. Cùng năm, theo Nghị quyết của Chủ tịch Hội đồng Quốc gia Slovakia, gò được công nhận là di tích văn hóa quốc gia. Công trình này cũng được ghi vào Danh sách Di sản Châu Âu vào năm 2009.

## Mô tả
Gò Milan Rastislav Štefánik là một công trình xây dựng gồm nhiều bậc thang màu trắng với bốn tháp tượng trưng cho sự thuần khiết đặc trưng của kiến trúc sư Dušan Jurkovič trong sự hài hòa với cảnh quan xung quanh. Khách tham quan có thể đi bộ lên cầu thang phía trước và cầu thang bên hông để đến mộ của Milan Rastislav Štefánik - người đàn ông vĩ đại trong lịch sử của Slovakia. Trên ngôi mộ có bốn tấm bia khắc chữ theo thứ tự nam-đông-tây-bắc:
1. Bộ trưởng và Đại tướng Milan R. Štefánik (sinh ngày 21 tháng 7 năm 1880 - mất ngày 4 tháng 5 năm 1919)
2. Ông mất trong một vụ tai nạn máy bay vào ngày 4 tháng 5 năm 1919 gần Bratislava
3. Cùng với trung sĩ U. Merlino và lính G. Aggiunti của Vương quốc Ý
4. Gửi người con vĩ đại của đất nước Tiệp Khắc được giải phóng